# Interactive Streaming Animation Engine
 (août 2025).
Motif : Aucune source secondaire n'est fournie, et ce moteur est intiment lié à LucasArts, article avec lequel il pourrait être fusionné.
- Archive Wikiwix
- Bing
- Cairn
- DuckDuckGo
- E. Universalis
- Gallica
- Google
- G. Books
- G. News
- G. Scholar
- Persée
- Qwant
- (zh) Baidu
- (ru) Yandex
- (wd) trouver des œuvres sur Wikidata

| 1. | Préciser le motif de la pose du bandeau. | Précisez le motif de la pose du bandeau en utilisant la syntaxe suivante : {{admissibilité à vérifier\|date=août 2025\|motif=remplacez ce texte par le motif}}                                              |
| 2. | Informer les utilisateurs concernés.     | Pensez à avertir le créateur de l'article, par exemple, en insérant le code ci-dessous sur sa page de discussion : {{subst:avertissement admissibilité à vérifier\|Interactive Streaming Animation Engine}} |

INSANE (INteractive Streaming ANimation Engine) est un moteur de jeu propriétaire de LucasArts initialement développé pour le jeu Rebel Assault. INSANE est un système destiné à la gestion des animations et du playback en streaming et de manière interactive.

## Histoire
En 1993 sort Rebel Assault, le premier jeu conçu pour le support CD-ROM par LucasArts. C'est pour ce titre qu'INSANE est originellement développé. Rebel Assault devint rapidement une référence technologique démontrant non seulement le savoir-faire de LucasArts, mais également les possibilités des lecteurs CD-ROM et des premiers PC multimédia à en intégrer. C'est pour cela qu'il fut un des premiers jeux PC à dépasser le million d'exemplaires vendus. INSANE, véritable cœur du jeu, est donc rapidement amélioré et réutilisé dans Rebel Assault II, Mortimer and the Riddles of the Medallion, Full Throttle, The Dig, Making Magic, Monkey Island III et Outlaws.